# The Drifter (Album)
The Drifter ist das 18. Studioalbum des US-amerikanischen Country-Sängers Marty Robbins. Es erschien im August 1966 bei Columbia Records. Robbins ließ sich bei diesem Album von den Geschichten seines Großvaters Bob Heckle inspirieren.
Das Album debütierte am 3. September 1966 in den Country-Album-Charts, erreichte Platz 6 und hielt sich insgesamt 26 Wochen in den Charts. Es enthält die Hit-Single Mr. Shorty, die Platz 16 der Single-Charts erreichte, sowie das über acht Minuten lange Feleena (From El Paso), die erste von zwei Fortsetzungen von Robbins’ Erfolgsballade El Paso.

## Titelliste

### Seite 1
Text: Marty Robbins, wenn nicht anders angegeben
1. Meet Me Tonight in Laredo (Mabel Cordle, Ronnie Robinson) 3:23
2. The Wind Goes 1:43
3. Cry Stampede (Bill D. Johnson) 2:16
4. Feleena (From El Paso) 8:17

### Seite 2
1. Never Tie Me Down 1:29
2. Cottonwood Tree (Bob Sykes) 3:56
3. Oh, Virginia 3:40
4. Mr. Shorty 5:01
5. Take Me Back to the Prairie (Bob Sykes) 2:19

Die 1997 erschienene CD-Version enthält zudem die Titel Fastest Gun Around, Saddle Tramp und The Cowboy in the Continental Suit, die allerdings nicht als Bonustitel, sondern als Nummer 5, 6 und 12 gelistet sind.

## Rezeption
Stephen Thomas Erlewine von AllMusic vergab viereinhalb von fünf Sternen und nannte es „eines der reinsten Cowboy-Alben, die Robbins je gemacht hat“ und „eines der künstlerisch ambitioniertesten Alben von Robbins, sowie eines seiner gelungensten“.

## Fernsehserie
1965 gab es eine gleichnamige Fernsehserie mit Robbins in der Hauptrolle.